# Mus musculoides
Mus musculoides is een knaagdier uit het geslacht Mus dat voorkomt in Afrika ten zuiden van de Sahara, behalve in de verspreiding van de Afrikaanse dwergmuis (M. minutoides). Die wordt vaak beschouwd als dezelfde soort als M. musculoides, maar het feitelijke aantal soorten in de groep is nog niet duidelijk. Twee namen die nu als synoniem van M. musculoides worden gezien, worden soms nog als aparte soorten erkend: grata Thomas & Wroughton, 1910 en kasaica Cabrera, 1924. Het karyotype is extreem variabel: 2n=18-34 in West-Afrika en 2n=30 in zuidelijk Oost-Afrika.